# Almindelig guldstjerne
Almindelig Guldstjerne (Gagea lutea) er en 10-20 cm høj løgvækst, der vokser i næringsrige skove.

## Beskrivelse
Alm. Guldstjerne er en lille løgvækst med linje- til lancetformede blade, der normalt er 5-12 millimeter brede og med tydelig køl. Bladene ender i en hætteformet spids. Den endestillede blomsterstand, der har mindst to højblade, består af op til 10 regelmæssige, gule blomster, der blomstrer fra marts til maj.
Løget er ganske lille og ligger forholdsvist overfladisk i jorden.
Højde x bredde og årlig tilvækst: 0,20 x 0,02 m (20 x 2 cm/år).

## Voksested
Planten hører hjemme i løvskove på fugtig, næringsrig og humusrig bund. Her findes den sammen med bl.a. Hvid Anemone, Skovmærke, Alm. Bingelurt, Skov-Fladbælg, Alm. Mangeløv og Mose-Bunke.
I Danmark er Alm. Guldstjerne almindelig i hele landet, især i den østlige del.